# Різобії

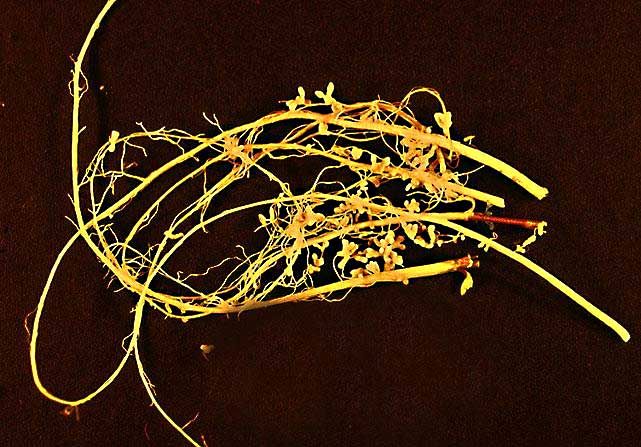
Кореневі вузлики сої, кожний з яких містить мільярди бактерій Bradyrhizobium

Rhizobium (від грецьких слів riza — корінь і bios — життя) — гетерогенна група азотфіксуючих бактерій, що живуть у ґрунті, в корневих вузликах рослин родини бобових у симбіозі з ними. Різобії не можуть незалежно фіксувати азот, і вимагають для цього рослину-господаря. Ці бактерії не створюють монофілетичної групи, але всі вони належать до грам-негативних, рухомих, паличковидних бактерій, які не утворюють спори.

## Історія
Перший вид різобій (Rhizobium leguminosarum) був ідентифікований в 1889 році, і всі подальші види були віднесені до роду Rhizobium. Проте, пізніші методи аналізу змусили переглянули цю класифікацію і зараз багато цих бактерій віднесені до інших родів. Термін Rhizobium все ще іноді використовується як однина від терміну різобії (rhizobia). Найбільша кількість досліджень зроблена на видах, симбіотичних з культурними представниками родини бобові (наприклад, конюшина, боби і соя). Проте, у останній час деякі дані були отримані також для диких видів бобових.

## Таксономія
Різобії належать до 57 видів у 12 родах. Найбільша кількість належить до ряду Rhizobiales, що ймовірно є монофілетичною групою протеобактерій. Проте, в межах цієї групи вони віднесені до кількох різних родин:
| Родина              | Роди                                                       |
| Rhizobiaceae        | Rhizobium (включаючи Allorhizobium), Sinorhizobium/Ensifer |
| Bradyrhizobiaceae   | Bradyrhizobium                                             |
| Hyphomicrobiaceae   | Azorhizobium, Devosia                                      |
| Phyllobacteriaceae  | Mesorhizobium, Phyllobacterium                             |
| Brucellaceae        | Ochrobactrum                                               |
| Methylobacteriaceae | Methylobacterium                                           |
| Burkholderiaceae    | Burkholderia, Cupriavidus                                  |
| Oxalobacteraceae    | Herbaspirillum                                             |

Всі ці групи також включають значне число інших бактерій, що не належать до різобій. Наприклад, патоген рослин Agrobacterium — ближчий родич Rhizobium, ніж різобії, що живуть в коріннях сої (вони, ймовірно, не входять до одного роду). Гени, що відповідають за симбіоз з рослинами, проте, можуть бути ближчими, ніж самі організми; ймовірно вони були набуті шляхом горизонтального переносу генів.

## Важливість для сільського господарства
Не зважаючи на те, що багато фіксованого азоту залишає землю із збором багатого білками урожаю, істотна кількість може залишитися в ґрунті для майбутніх урожаїв. Це особливо важливо, коли азотні добрива не використовуються, як при вирощуванні органічних продуктів або в менш індустріалізованих країнах. Саме азоту з усіх неорганічних речовин найбільше не вистачає в багатьох ґрунтах у всьому світі і саме азот — основний компонент, необхідний для забезпечення нормального росту рослин. Постачання азоту через добрива створює цілий ряд екологічних проблем. Тому, фіксація азоту бактеріями роду Rhizobium дуже корисна для навколишнього середовища.

## Симбіоз
Різобії застосовують унікальний механізм для можливості існування в симбіозі з бобовими рослинами, таких, як горох, боби, конюшину і сою. Різобії живуть в ґрунті, де вони стикаються з коренем боба. Якщо він має необхідний набір генів, може здійснитися симбіоз. Різобії входять до волокна кореню і надходять до центру клітин цього волокна. Тут, розмножуючись, клітини рослини формують вузлик. Бактерії морфологічно диференціюються в бактероїди і починають засвоювати атмосферний азот, переводячи його в придатні для вживання рослинами форми. У відповідь рослина годує бактерій цукром та білками.
Симбіоз бобових з різобіями — класичний приклад мутуалізму — різобії постачають аміак або амінокислоти до рослин і у відповідь отримують органічні кислоти (головним чином, дикарбоксильні кислоти малат і сукцинат) як джерело вуглецю та енергії — але еволюційна постійність цього процесу — дійсно дивовижна. Оскільки кілька незв'язаних ліній заражають кожну індивідуальну рослину, будь-яка лінія може переприсвоїти ресурси від фіксації азоту для свого власного розмноження без вбивства рідної рослини, від якої вони всі залежать. Але така форма обману повинна однаково спокушати всі лінії, класична трагедія общин. Здається, що бобові рослини можуть направляти розвиток різобій до збільшення мутуалізму, скорочуючи постачання кисню вузликам, які фіксують менше азоту, таким чином скорочуючи частоту шахрайства в наступному поколінні.

## Зовнішні посилання
- Діяльність бобових підтримує метаболізм різобій
- Перелік видів різобій
- Фіксація азоту та інокуляція до бобів